# 岡島松太郎
岡島 松太郎（おかじま まつたろう、生没年不詳）は、日本の教育者、聖職者。平安女学院元院長、聖三一幼稚園（福井）創設者、日本聖公会の聖職者。藍綬褒章受賞。

## 人物・経歴
立教大学に入学し、1915年（大正4年）、同大学文学部を卒業。
福井聖三一教会で司牧し、1929年（昭和4年）に、以前にチャールズ・シュライバー・ライフスナイダー（立教学院総理）が使っていた福井市春山の宣教師館の1階を改造して、聖三一幼稚園を創設する。園長には米国聖公会から派遣されたパウエル女史が就任した。
その後も教育界で活躍し、平安女学院院長を務めた。聖職者としても、京都・聖アグネス教会（苑南基督教会）で奉職した。
1946年（昭和21年）11月には基督教保育連盟の全国大会が開かれ、同連盟の顧問に選出されている。
教育功労者として藍綬褒章を受賞。